# Furkotský štít
Der Furkotský štít (deutsch Furkotaspitze, Furkoter Spitze oder Rauschbachspitze, ungarisch Furkota-csúcs, polnisch Furkot) ist ein 2404 m n.m. (nach anderen Quellen 2405 m n.m.) hoher Berg in der Hohen Tatra in der Slowakei. Der Berg befindet sich auf der Hauptachse des Seitengrats von Kriváň, zwischen dem Berg Hrubý vrch im Norden und dem Sattel Furkotské sedlo sowie dem Berg Ostrá im Südwesten. 
Der Furkotský štít ist ein Knoten: hier beginnt der südlich verlaufende Seitengrat Solisko (deutsch Soliskograt oder eingedeutscht Salzberggrat). Die angrenzenden Täler sind Furkotská dolina im Süden, Nefcerka im Talsystem der Kôprová dolina im Nordwesten und Mlynická dolina im Osten.
Der Name ist vom Talnamen übernommen worden. Hinsichtlich der Etymologie gibt es mehrere Erklärungsversuche: vom keltischen Wort furka, vom slowakischen Wort frkot oder vom altdeutschen Wort furka. Näheres siehe den Artikel Furkotská dolina.
Der Berg war in der Vergangenheit über einen touristischen Wanderweg vom Sattel Bystré sedlo heraus erreichbar. Nach der Umleitung des vorbeiführenden gelb markierten Wanderwegs über die Scharte Bystrá lávka im Jahr 1993 gibt es keine markierte Anbindung mehr. Seither ist der Furkotský štít offiziell nur für Mitglieder alpiner Vereine oder mit einem Bergführer zugänglich.